# 赞皇李氏墓群
赞皇李氏墓群，位于中国河北省石家庄市赞皇县南邢郭村，1982年7月23日公布为河北省文物保护单位，2013年3月5日公布为第七批全国重点文物保护单位。